# Schloss Wasserhof (Gneixendorf)

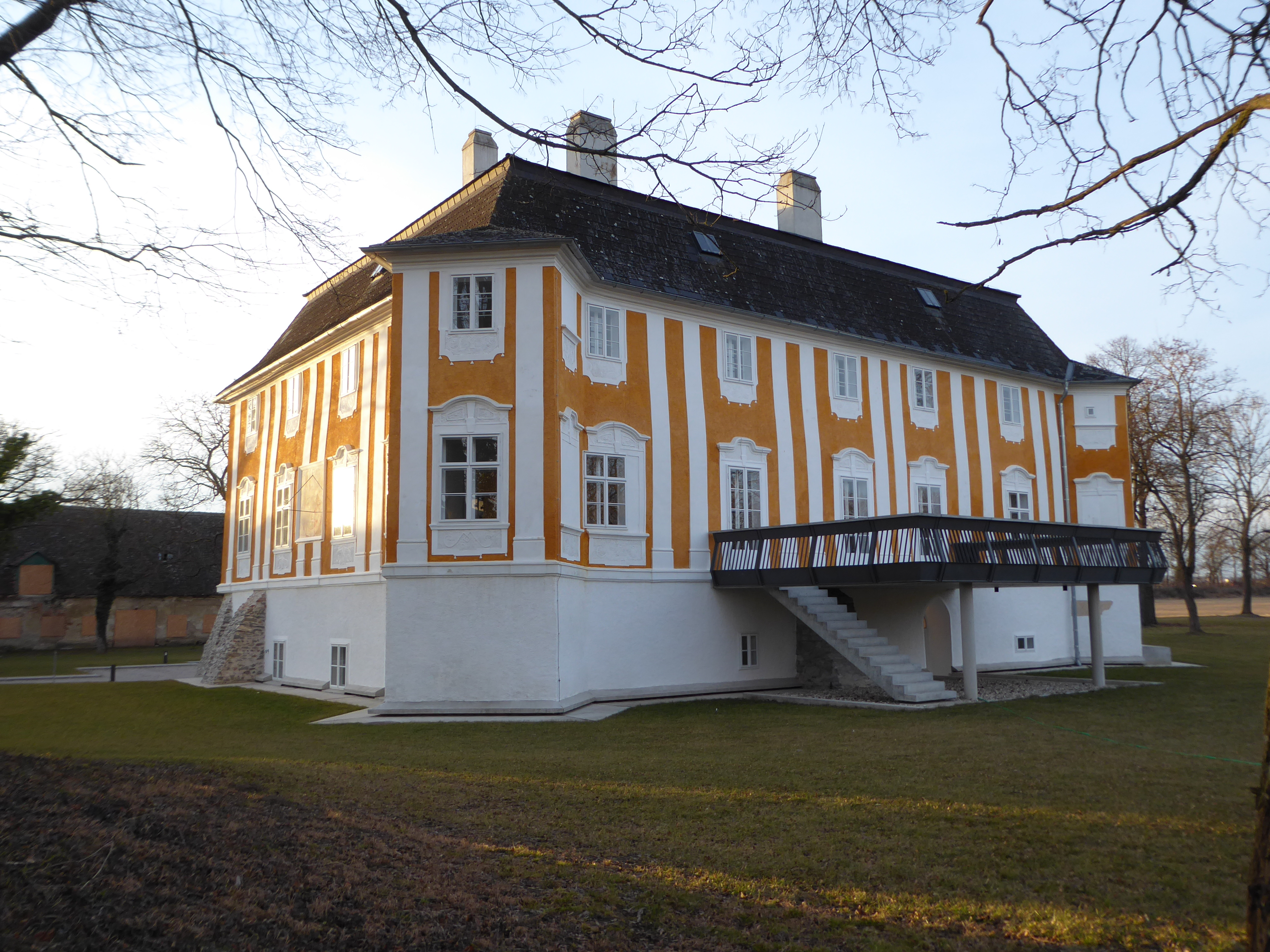
Schloss Wasserhof, Ansicht von Südosten, nach der Sanierung (Aufnahme 2017)

Das Schloss Wasserhof ist ein Schloss in Gneixendorf, das heute zu Krems an der Donau in Niederösterreich gehört.

## Geschichte
Gneixendorf wurde erstmals 1170 als Ort des Hauses und des Weingartens von Otto von Machland genannt. 1630 kaufte Graf Adolf von Althan das Anwesen.
Nach mehreren Besitzerwechseln wurde das Schloss 1819 von dem Linzer Apotheker Johann van Beethoven erworben. Dessen Bruder, der Komponist Ludwig van Beethoven, verbrachte dort ab 29. September 1826 mit seinem Neffen Karl van Beethoven den Herbst. Er bewohnte im Schloss das dreifenstrige Eckzimmer im ersten Stock an der Südwestecke. Dies erschließt sich aus einer Bemerkung des Neffen im Konversationsheft des tauben Komponisten: „Vor deinen Fenstern ist eine Sonnenuhr.“ Die aus dem späten 18. Jahrhundert stammende Sonnenuhr befindet sich zwischen dem 2. und 3. Südfenster. Beethoven vollendete dort am 30. Oktober das Streichquartett F-Dur op. 135 und komponierte anschließend das neue Finale für das Streichquartett B-Dur op. 130. Anfang Dezember reiste er zurück nach Wien, wobei er auf der Reise erkrankte und drei Monate später starb.
1836 verkaufte Johann van Beethoven das Anwesen wieder. Am 21. Juli 1847 gelangte es in den Besitz der Familie von Kleyle, später über Erbschaft an Ida Alesina von Schweitzer geb. von Kleyle, einer Enkelin des mit Nikolaus Lenau befreundeten Beamten Friedrich Kleyle (1799–1836). Zusammen mit ihrem Onkel Friedrich von Kleyle trug sie 1862 für den Arzt und Schriftsteller Franz Lorenz (1803–1883) Erinnerungen an Beethovens Aufenthalt in Gneixendorf zusammen.
Das Schloss ist seit 2007 im Besitz des Wiener Architekten Ernst Linsberger, der es in den Jahren 2011 bis 2015 umfassend sanierte.